# Heutink Pollux
Heutink Pollux  - żeński klub piłki siatkowej z Holandii. Swoją siedzibę ma w Oldenzaal. Został założony w 1970.

## Sukcesy
- Mistrzostwa Holandii:
  -  1998, 1999, 2001, 2002, 2003
- Puchar Holandii:
  -  1998, 2001, 2003
- Superpuchar Holandii:
  -  1999, 2000, 2001, 2002